# Senometopia separata
Senometopia separata là một loài ruồi trong họ Tachinidae.